# جاجاث روشانثا
جاجاث روشانثا (بالإنجليزية: Jagath Roshantha)‏ (مواليد 20 مارس 1981) هو لاعب كريكت سريلانكي المولد يمثل منتخب الكويت الوطني للكريكت. يشغل عادةً مركز حارس بوابة (كريكت)، ويُعرف بأدائه الدفاعي القوي خلف القِفّازات وقدرته على قراءة مسار الكرة بسرعة.
انتقل روشانثا من سريلانكا إلى الكويت في سن مبكرة نسبياً، وانضم إلى المجتمع الرياضي هناك. بدأ مسيرته في الكريكت المحلي مع عدد من الأندية الكويتية، مما ساعده على لفت أنظار المدربين واختياره لتمثيل المنتخب الوطني.
شارك في بطولة دوري الكريكت العالمي القسم السادس 2013، حيث لعب ضد منتخبات دولية مثل فانواتو ونيجيريا، وأسهم في تعزيز أداء الفريق بمهاراته في صد الكرات والتقاطها خلف القائم.
عرف عنه التزامه بالانضباط الرياضي، ومشاركته في برامج تدريبية محلية تهدف إلى تطوير مواهب اللاعبين الصغار في الكويت، خاصةً في مراكز حراسة البوابة.

## وصلات خارجية
- جاجاث روشانثا على ESPNcricinfo